# La Famille de l'horloger
La Famille de l'horloger est une comédie-vaudeville en un acte d'Eugène Labiche, en collaboration avec Raimond Deslandes, créée à Paris au théâtre du Palais-Royal le 29 septembre 1860.
Elle a paru aux éditions Librairie nouvelle.

## Distribution de la création
- Hyacinthe : Malfilatre
- Lhéritier : Vertcousu
- Félicien : Joseph
- Félicia Thierret : Héloïse, femme de Vertcousu
- Mme Daroux : Marianne
- Mme Ducellier : Cécile, fille de Vertcousu